# Kompaktheit (reelle Zahlen)
Eine Teilmenge der Menge {\displaystyle \mathbb {R} } der reellen Zahlen (oder allgemeiner des euklidischen Raumes {\displaystyle \mathbb {R} ^{n}}) ist genau dann kompakt, wenn sie beschränkt und abgeschlossen ist.
Sie darf also keine Folge enthalten, die zwar konvergiert, deren Grenzwert jedoch nicht zu der Menge gehört. Auch Folgen, deren Wert „über alle Grenzen wächst“ (also keinen Grenzwert besitzen), dürfen nicht enthalten sein.
Dieser Artikel behandelt eine vereinfachte Version der Kompaktheit, wie sie in {\displaystyle \mathbb {R} } oder im {\displaystyle \mathbb {R} ^{n}} richtig ist. Obige Definition ist im Falle allgemeiner topologischer Räume nicht korrekt; der allgemeine Begriff wird im Artikel „Kompakter Raum“ dargestellt.

## Gleichwertige Formulierungen
Auf der Grundlage dieser Definition lässt sich beweisen: Eine Teilmenge der reellen Zahlen ist genau dann kompakt, 
- wenn jede Folge aus der Menge eine konvergente Teilfolge besitzt, deren Grenzwert zu der Teilmenge gehört (diese Bedingung definiert Folgenkompaktheit), oder
- wenn aus jeder offenen Überdeckung eine endliche Teilüberdeckung gewählt werden kann (dies definiert Überdeckungskompaktheit).

## Verallgemeinerungen
Der Begriff der Kompaktheit lässt sich ohne weiteres auf den {\displaystyle \mathbb {R} ^{n}} und auf andere endlichdimensionale Vektorräume verallgemeinern.
Neue Gesichtspunkte ergeben sich bei unendlichdimensionalen Räumen und bei allgemeinen topologischen Räumen, siehe kompakter Raum. Die Verbindung zum Spezialfall wird dann durch den Satz von Heine-Borel hergestellt. Folgenkompaktheit und Überdeckungskompaktheit sind in einem beliebigen topologischen Raum unter Umständen nicht mehr dasselbe.

## Allgemeine Definition
Sei {\displaystyle M} eine Teilmenge eines topologischen Raumes. {\displaystyle M} heißt kompakt, wenn es für jede offene Überdeckung {\displaystyle (T_{i})_{i\in I}}, {\displaystyle M\subset \cup _{i\in I}T_{i}}, eine endliche Teilüberdeckung von {\displaystyle M} gibt. D. h., es gibt eine endliche Teilmenge {\displaystyle J\subset I} und {\displaystyle M\subset \cup _{i\in J}T_{i}}.

## Bemerkung
Nach Definition müssen die {\displaystyle T_{i}} offene Mengen sein, und die Eigenschaft muss für jede solche Überdeckung nachgewiesen werden. Es genügt nicht, nur für bestimmte Überdeckungen nachzuweisen, dass endliche Teilüberdeckungen existieren.

## Beispiele
Seien {\displaystyle a} und {\displaystyle b} reelle Zahlen und {\displaystyle a<b}.
- Ein abgeschlossenes Intervall {\displaystyle [a,b]} ist kompakt. Jede konvergente Folge in diesem Intervall muss gegen einen Intervallwert konvergieren.
- Die halboffenen Intervalle {\displaystyle ]a,b],[a,b[} und das offene Intervall {\displaystyle ]a,b[} sind nicht kompakt, da sie nicht abgeschlossen sind. Es gibt Folgen, die gegen einen Randpunkt des Intervalls konvergieren.
- Die Menge der reellen Zahlen ist nicht kompakt, da sie zwar abgeschlossen, aber nicht beschränkt ist. Sie enthält deshalb Zahlenfolgen, von denen jede Teilfolge „über alle Grenzen wächst“ (zum Beispiel die Menge der natürlichen Zahlen).